# كلارنس ر. غراهام
كلارنس ر. غراهام (بالإنجليزية: Clarence R. Graham)‏ هو أمين مكتبة أمريكي، ولد في 28 فبراير 1907 في لويفيل في الولايات المتحدة، وتوفي بنفس المكان في 28 يناير 1989.